# 西河舊事
《西河舊事》，一卷，作者不詳，其書早佚，清代張澍有輯本。
《西河舊事》最早記錄於隋唐志地理類，其書早佚，但有許多史書如《史記索隱》、《漢書》、《太平御覽》、《齊民要術》皆引用此書內容，如《史記索隱》引《西河舊事》載當時的匈奴人唱道：「失我祁連山，使我六畜不蕃息，失我焉支山，使我婦女無顏色」。西河舊事記載大量古地理特徵，如「姑藏城」：“姑藏城，秦月氏戎所據，匈奴謂之蓋藏城，語訛為姑藏也”，“焉支山，東西百餘里，南北二十里，亦有鬆柏巨木，其水草美茂，宜畜牧”。《齊民要術》卷第十引《太平御覽》卷九六一引「祁連山有仙樹。人行山中，以療饑渴者，輒得之。飽不得持去。平居時，亦不得見。」